# Liste der Stolpersteine in Mörfelden-Walldorf

## Hintergrund
Nachdem das Stadtparlament 2005 beschlossen hatte, auch in Mörfelden-Walldorf das Kunstprojekt von Gunter Demnigs umzusetzen und die jüdischen Opfer mit Stolpersteinen an ihrem letzten frei gewählten Wohnsitz zu ehren, wurden im Juni 2007 die ersten Stolpersteine verlegt. Weitere Verlegungen im April 2008, März 2009 und Juni 2011 folgten.

## Liste
| Bild | Adresse                    | Stadtteil | Verlege- datum   | Person, Inschrift |
| ---- | -------------------------- | --------- | ---------------- | --- |
|      | Brückenstraße 2 (Lage)     | Mörfelden | 19. April 2008   | hier wohnte Amalie Rosenthal, geb. Baum, geb. 5.8.1886 in Laufersweiler, gedemütigt/entrechtet, Flucht in den Tod 8.3.1936 |
|      | Brückenstraße 2 (Lage)     | Mörfelden | 19. April 2008   | hier wohnte Delfine (Della) Rosenthal, geb. 28.2.1911, 1936, Flucht USA, überlebt                                          |
|      | Brückenstraße 2 (Lage)     | Mörfelden | 19. April 2008   | hier wohnte Rudolf Rosenthal, geb. 1.11.1916, 1936 Flucht USA, US-Soldat, gefallen 23.9.1944 in Belgien.                   |
|      | Herweghstraße 11 (Lage)    | Mörfelden | 26. März 2009    | hier wohnte Albert Bernstein, Jg. 1899, Flucht 1938, Ecuador, überlebt                                                     |
|      | Herweghstraße 11 (Lage)    | Mörfelden | 26. März 2009    | hier wohnte Anna 'Anny' Bernstein, geb. Konrad, Jg. 1898, Flucht 1938, Ecuador, überlebt                                   |
|      | Herweghstraße 11 (Lage)    | Mörfelden | 26. März 2009    | hier wohnte Hella Ingrid Bernstein, Jg. 1929, Flucht 1938, Ecuador, überlebt                                               |
|      | Elisabethenstraße 6 (Lage) | Mörfelden | 19. April 2008   | hier wohnte Adolf Weishaupt, Jg. 1879, verhaftet 1938, Dachau, Tot an Haftfolgen, 14.9.1941                                |
|      | Elisabethenstraße 6 (Lage) | Mörfelden | 19. April 2008   | hier wohnte Lisette Weishaupt, geb. Weinberg, Jg. 1876, deportiert 27.9.1942, Theresienstadt, verhungert, tot 26.12.1942   |
|      | Elisabethenstraße 6 (Lage) | Mörfelden | 19. April 2008   | hier wohnte Kurt Weishaupt, Jg. 1913, Flucht 1936 Italien, 1941 USA, überlebt                                              |
|      | Elisabethenstraße 6 (Lage) | Mörfelden | 19. April 2008   | hier wohnte Richard Weishaupt, Jg. 1910, verhaftet 1941, Lager FFM-Heddernheim, versteckt, überlebt                        |
|      | Elisabethenstraße 6 (Lage) | Mörfelden | 19. April 2008   | hier wohnte Elisabeth Maria Weishaupt, geb. Rauch, Jg. 1905, versteckt, überlebt                                           |
|      | Elisabethenstraße 6 (Lage) | Mörfelden | 19. April 2008   | hier wohnte Lydia Weishaupt, Jg. 1932, versteckt, überlebt                                                                 |
|      | Elisabethenstraße 6 (Lage) | Mörfelden | 19. April 2008   | hier wohnte Paul Meyer, Jg. 1909, Flucht 1937 USA, überlebt                                                                |
|      | Hintergasse 18 (Lage)      | Mörfelden | 5. Juni 2007     | hier wohnte Klara Salomon, geb. Sobernheim, Jg. 1903, deportiert 1942, ermordet im Ghetto Minsk                            |
|      | Hintergasse 18 (Lage)      | Mörfelden | 5. Juni 2007     | hier wohnte Henriette Mainzer, geb. Sobernheim, Jg. 1902, Zwangsarbeit 1941, deportiert 1942, ermordet im Ghetto Piaski    |
|      | Hintergasse 18 (Lage)      | Mörfelden | 5. Juni 2007     | hier wohnte Ilse Mainzer, Jg. 1928, deportiert 1942, ermordet im Ghetto Piaski                                             |
|      | Langgasse 2 (Lage)         | Mörfelden | 19. April 2008   | hier wohnte Simon Goldschmidt, Jg. 1880, deportiert 25.3.1942, Piaski, ermordet                                            |
|      | Langgasse 2 (Lage)         | Mörfelden | 19. April 2008   | hier wohnte Babette Goldschmidt, Jg. 1881, deportiert 25.3.1942, Piaski, ermordet                                          |
|      | Langgasse 40 (Lage)        | Mörfelden | 5. Juni 2007     | hier wohnte Max Cohn, Jg. 1878, verhaftet 1938, Buchenwald, Flucht 1939 England, überlebt                                  |
|      | Langgasse 40 (Lage)        | Mörfelden | 5. Juni 2007     | hier wohnte Hedwig Cohn, geb. Gutenstein, Jg. 1877, tot 9.8.1935                                                           |
|      | Langgasse 40 (Lage)        | Mörfelden | 5. Juni 2007     | hier wohnte Elisabeth Stern, geb. Cohn, Jg. 1907, deportiert 1942, Theresienstadt, ermordet 1943 in Auschwitz              |
|      | Langgasse 40 (Lage)        | Mörfelden | 5. Juni 2007     | hier wohnte Gertrude Cohn, Jg. 1909, Flucht 1939 England, überlebt                                                         |
|      | Langgasse 40 (Lage)        | Mörfelden | 5. Juni 2007     | hier wohnte Ludwig Cohn, Jg. 1911, Flucht 1933 Frankreich, interniert 1939–1940, überlebt                                  |
|      | Mittelgasse 9 (Lage)       | Mörfelden | 19. April 2008   | hier wohnte Simon Schott, Jg. 1870, gedemütigt/entrechtet, Flucht in den Tod, 5.3.1942                                     |
|      | Mittelgasse 9 (Lage)       | Mörfelden | 19. April 2008   | hier wohnte Bertha Schott, geb. Schloss, Jg. 1874, tot März 1941 im jüdischen Krankenhaus Frankfurt                        |
|      | Mittelgasse 9 (Lage)       | Mörfelden | 19. April 2008   | hier wohnte Max Strauß, Jg. 1894, verhaftet 1938, Buchenwald, Flucht 1939 USA, überlebt                                    |
|      | Mittelgasse 9 (Lage)       | Mörfelden | 19. April 2008   | hier wohnte Erna Strauß, geb. Schott, Jg. 1899, Flucht 1940 USA, überlebt                                                  |
|      | Mittelgasse 9 (Lage)       | Mörfelden | 19. April 2008   | hier wohnte Kurt Strauß, Jg. 1927, Flucht 1940 USA, überlebt                                                               |
|      | Mittelgasse 9 (Lage)       | Mörfelden | 19. April 2008   | hier wohnte Ruth Strauß, Jg. 1929, Flucht 1940 USA, überlebt                                                               |
|      | Weingartenstraße 5 (Lage)  | Mörfelden | 19. April 2008   | hier wohnte Jette Reiß, geb. Ehrmann, Jg. 1866, tot 10.1.1942                                                              |
|      | Weingartenstraße 5 (Lage)  | Mörfelden | 19. April 2008   | hier wohnte Recha Wolf, geb. Reiß, Jg. 1900, deportiert 30.9.1942, Treblinka, ermordet                                     |
|      | Weingartenstraße 5 (Lage)  | Mörfelden | 19. April 2008   | hier wohnte Adolf Reiß, Jg. 1902, deportiert 25.3.1942, Piaski, ermordet                                                   |
|      | Weingartenstraße 5 (Lage)  | Mörfelden | 19. April 2008   | hier wohnte Gertrud 'Trude' Reiß, geb. Reis, Jg. 1902, deportiert 25.3.1942, Piaski, ermordet                              |
|      | Weingartenstraße 5 (Lage)  | Mörfelden | 19. April 2008   | hier wohnte Ingeborg 'Inge' Reiß, Jg. 1937, deportiert 25.3.1942, Piaski, ermordet                                         |
|      | Westend Straße 7–9 (Lage)  | Mörfelden | 28. März 2009    | hier wohnte Hermann Neu, Jg. 1903, Flucht 1938, USA, überlebt                                                              |
|      | Westend Straße 7–9 (Lage)  | Mörfelden | 28. März 2009    | hier wohnte Henriette 'Henny' Neu, geb. Schott, Jg. 1902, Flucht 1938, USA, überlebt                                       |
|      | Westend Straße 7–9 (Lage)  | Mörfelden | 28. März 2009    | hier wohnte Herbert Neu, Jg. 1927, Flucht 1938, USA, überlebt                                                              |
|      | Westend Straße 7–9 (Lage)  | Mörfelden | 28. März 2009    | hier wohnte Heinz Neu, Jg. 1929, Flucht 1938, USA, überlebt                                                                |
|      | Westend Straße 7–9 (Lage)  | Mörfelden | 28. März 2009    | hier wohnte Theodor Schott, Jg. 1872, tot 10.4.1934                                                                        |
|      | Westend Straße 7–9 (Lage)  | Mörfelden | 28. März 2009    | hier wohnte Heinrich Schott, Jg. 1907, Flucht 1937, USA, überlebt                                                          |
|      | Zwerggasse 2 (Lage)        | Mörfelden | 5. Juni 2007     | hier wohnte Regina Oppenheimer, geb. Lehmann, tot 13.1.1937                                                                |
|      | Zwerggasse 2 (Lage)        | Mörfelden | 5. Juni 2007     | hier wohnte Julius Oppenheimer, Jg. 1897, Flucht 1937 USA, überlebt                                                        |
|      | Zwerggasse 2 (Lage)        | Mörfelden | 5. Juni 2007     | hier wohnte Bertha van Bingen, geb. Oppenheimer, Jg. 1903, deportiert aus Holland, ermordet 1943 in Sobibor                |
|      | Zwerggasse 3 (Lage)        | Mörfelden | 5. Juni 2007     | hier wohnte Zerlinde Reiß, geb. Reinheimer, Jg. 1858, tot 19.6.1940                                                        |
|      | Zwerggasse 3 (Lage)        | Mörfelden | 5. Juni 2007     | hier wohnte Rosa Reiß, Jg. 1890, Zwangsarbeit 1941, deportiert 1942, ermordet im Ghetto Piaski                             |
|      | Zwerggasse 3 (Lage)        | Mörfelden | 5. Juni 2007     | hier wohnte Bertha Reiß, Jg. 1893, Zwangsarbeit 1941, deportiert 1942, ermordet im Ghetto Piaski                           |
|      | Zwerggasse 3 (Lage)        | Mörfelden | 5. Juni 2007     | hier wohnte Minna Reiß, Jg. 1896, Zwangsarbeit 1941, deportiert 1942, ermordet im Ghetto Piaski                            |
|      | An den Eichen 25–27 (Lage) | Walldorf  | 28. März 2009    | Adler, Clara-Marie, geb. Hellmann                                                                                          |
|      | Bäckerweg 28 (Lage)        | Walldorf  | 12. Oktober 2012 | Fay, Siegfried |
|      | Farmstraße 24 (Lage)       | Walldorf  | 21. Mai 2011     | Ortweiler, Dr. Otto |
|      | Langstraße 37 (Lage)       | Walldorf  | 19. April 2008   | Reiß, Max |
|      | Langstraße 37 (Lage)       | Walldorf  | 19. April 2008   | Reiß, Sarah |
|      | Langstraße 37 (Lage)       | Walldorf  | 19. April 2008   | Reiß, Ferdinande |
|      | Meisenweg 8 (Lage)         | Walldorf  | 29. März 2009    | Besser, Dr. Alexander |

## Weblink
- Mörfelden-Walldorf - Stolpersteine in Mörfelden-Walldorf. Archiviert vom Original am 4. Juni 2016; abgerufen am 27. Januar 2019.